# Емина Елор
Емина Елор (Суботица, 28. септембар 1982) српска је позоришна и телевизијска глумица, мађарског порекла. Чланица је ансамбла Новосадског позоришта (мађ. Ujvideki sinhaz).

## Биографија
Завршила је основну школу на Палићу, а гимназију у Суботици. Академију уметности похађала је и завршила у Новом Саду, у класи професора Шандора Ласла. Током студија почела је да добија ангажмане у Новосадском позоришту, у којем је сада стални члан ансамбла. У матичном позоришту, игра у представама Неопланта, Мала мађарска порнографија, Гробница за Бориса Давидовича, Микве, Тил Ојленшпигел, Анђео је слетео у Вавилон. Сарађује и са другим позориштима - Народним позориштем Суботица, Народним позориштем Кикинда. Играла је и у првој копродукцији два новосадска позоришта, Српског народног позоришта и Новосадског позоришта, у представи Виолиниста на крову. За улогу Коштане Народног позоришта из Суботице, добила је Стеријину награду.
Захваљујући врсном вокалу, често је ангажована у мјузиклима (Каубоји, Коштана, Виолиниста на крову).

## Филмографија
| Год.  | Назив                       | Улога    |
| ----- | --------------------------- | -------- |
| 2002. | Face down (Arccal a földnek)                |          |
| 2008. | Вратиће се роде             | Катарина |
| 2008. | Пролеће                     |          |
| 2008. | Logbook '89-09' (ТВ Серија) |          |
| 2011. | Португал (ТВ филм)          | Машна    |
| 2015. | Помери се с места           | Илдика   |
| 2018. | Вере и завере               | Љубица   |

## Награде
- 2014. Стеријина награда за улогу у представи Коштана Народног позоришта Суботица
- Патакијев прстен [а] за сезоне 2010. и 2013.
- Амбијенатални позоришни фестивал, Тврђава театар, Смедерево - најбоља глумица 2010. и 2011.[6]